# Phoebe Asiyo
Phoebe Asiyo, née le 12 septembre 1932 à  Gendia (colonie du Kenya) et morte le 17 juillet 2025 en Caroline du Nord (États-Unis), est une femme politique, activiste et féministe kényane. 
Ancienne parlementaire et ambassadrice de bonne volonté du Fonds de développement des Nations unies pour la femme de 1988 à 1992, elle milite pour l'éducation des filles, les droits des femmes et pour l'égalité des sexes au Kenya. Surnommée affectueusement « Mama Asiyo », elle consacre sa vie à l'amélioration de la scène politique au Kenya, au rôle des femmes et des filles et à lutte contre les discriminations faites aux personnes touchées par l'épidémie du SIDA,.

## Biographie
Phoebe Muga Asiyo est née le 12 septembre 1932. Elle commence son cursus scolaire à l'école primaire de Gemba, puis au lycée de Kamagambo, dans le comté de Migori (Kenya), et a ensuite fréquenté l'école normale de Kangaru, dans le comté d'Embu.
Elle a rejoint l'organisation Maendeleo Ya Wanawake en 1953 et a été élue présidente de celle-ci en 1958. Pendant son mandat, elle a plaidé pour l'autonomisation économique de la femme africaine en créant des petites entreprises et en préconisant de meilleures méthodes agricoles. Elle a également milité pour l'amélioration des soins de santé et de la nutrition des femmes et des mères et pour une plus grande implication des femmes dans les instances de décisions. Elle est devenue la première femme africaine à occuper le poste de directrice de  prison pour femmes en 1963, à la veille de l'indépendance.
Phoebe Asiyo a été élue députée au parlement kényan dans la circonscription de Karachuonyo en 1980 et a occupé ce siège jusqu'en 1983, date à laquelle le parlement a été dissous. Elle a été réélue au parlement en 1992, après l'avènement du système multipartite, et a continué ce rôle jusqu'en 1997. Elle a la particularité d'être l'une des femmes qui ont siégé le plus longtemps au parlement du Kenya.
En 2001, Phoebe Asiyo a été sélectionnée pour être commissaire du comité de révision de la constitution. Elle fait partie de la délégation en Ouganda pour plaider en faveur de la participation des femmes aux pourparlers de paix en Ouganda.
Elle est présidente du Caucus for Women's Leadership, anciennement appelé Kenya Women's Political Caucus, où elle encadre les jeunes femmes et plaide pour que les femmes occupent des postes de direction.

### Mort
Phoebe Asiyo meurt le 17 juillet 2025 en Caroline du Nord à l’âge de 92 ans.

## Publications
En 2018, Phoebe Asiyo a publié ses mémoires sous le titre : It is possible : an African woman speaks lors d'une cérémonie à laquelle ont assisté le président Uhuru Kenyatta, le vice-président, d'anciens premiers ministres ainsi que d'autres responsables gouvernementaux et femmes notables,.

## Honneurs et distinctions
Phoebe Asiyo est plusieurs fois honorée dans sa vie. Elle est notamment reçue dans l'Ordre du Guerrier d'or et en tant que Chef de première classe de l'Ordre de la Lance brûlante. Elle reçoit également le titre de docteur en lettres humaines de l'université Lehigh et un titre de docteur honoris causa en droit de l'université d'York en 2003.